# De laatste zaak van commissaris Middlebury
De laatste zaak van commissaris Middlebury is een hoorspel van Dieter Ertel. Der letzte Fall des Mr. Middlebury werd op 1 februari 1959 door de Süddeutscher Rundfunk uitgezonden. De Nederlandse versie in een bewerking van Louis Povel werd door de KRO uitgezonden in het programma Avondtheater op 7 december 1962, van 22.45 uur tot 23.55 uur (met herhalingen op 21 maart 1964 en 14 september 1965). De regisseur was Léon Povel.

## Rolbezetting
- Rob Geraerds (commissaris Middlebury)
- Hans Veerman (inspecteur Jabot)
- Henk Josso & Chiel de Kruijf (Johnson & Noris, politiebeambten)
- Wim Grelinger (Hawkins, reporter)
- Piet Ekel (Candy, conciërge)
- Jos van Turenhout (Mr. Brewster)
- Mien van Kerckhoven-Kling (Mrs. Brewster)
- Jan Verkoren (dr. Teddesley, arts)
- Nel Snel (Mrs. Finch, zijn huishoudster)
- Alex Faassen jr. (John Hare)
- Johan Wolder (Mr. Howless)
- Elly den Haring (Mrs. Howless)
- Els Buitendijk (Mrs. Hamilton)
- Louis de Bree (prof. Coleman)
- Tine Medema (Dinah Stevenston)
- Henk Josso & Chiel de Kruijf (krantenverkopers)

## Inhoud
De laatste zaak van commissaris Middlebury is tegelijk zijn moeilijkste. Maandenlang zoekt hij tevergeefs naar een tweevoudige moordenaar. De buitenwereld heeft niets dan verwijten. De pers bekritiseert de politie in het algemeen en Middlebury in het bijzonder. Op een dag nodigt Middlebury de journalist Hawkins bij zich uit en onthult hem, dat hij de dader op het spoor is. Hij biedt Hawkins de gegevens voor een exclusief artikel, uit dankbaarheid voor het feit dat die hem in deze aangelegenheid getrouw ter zijde is blijven staan. Hawkins neemt zijn potlood om notities te maken voor het sensationeelste bericht van zijn leven.